# مكمل معدني معجزة

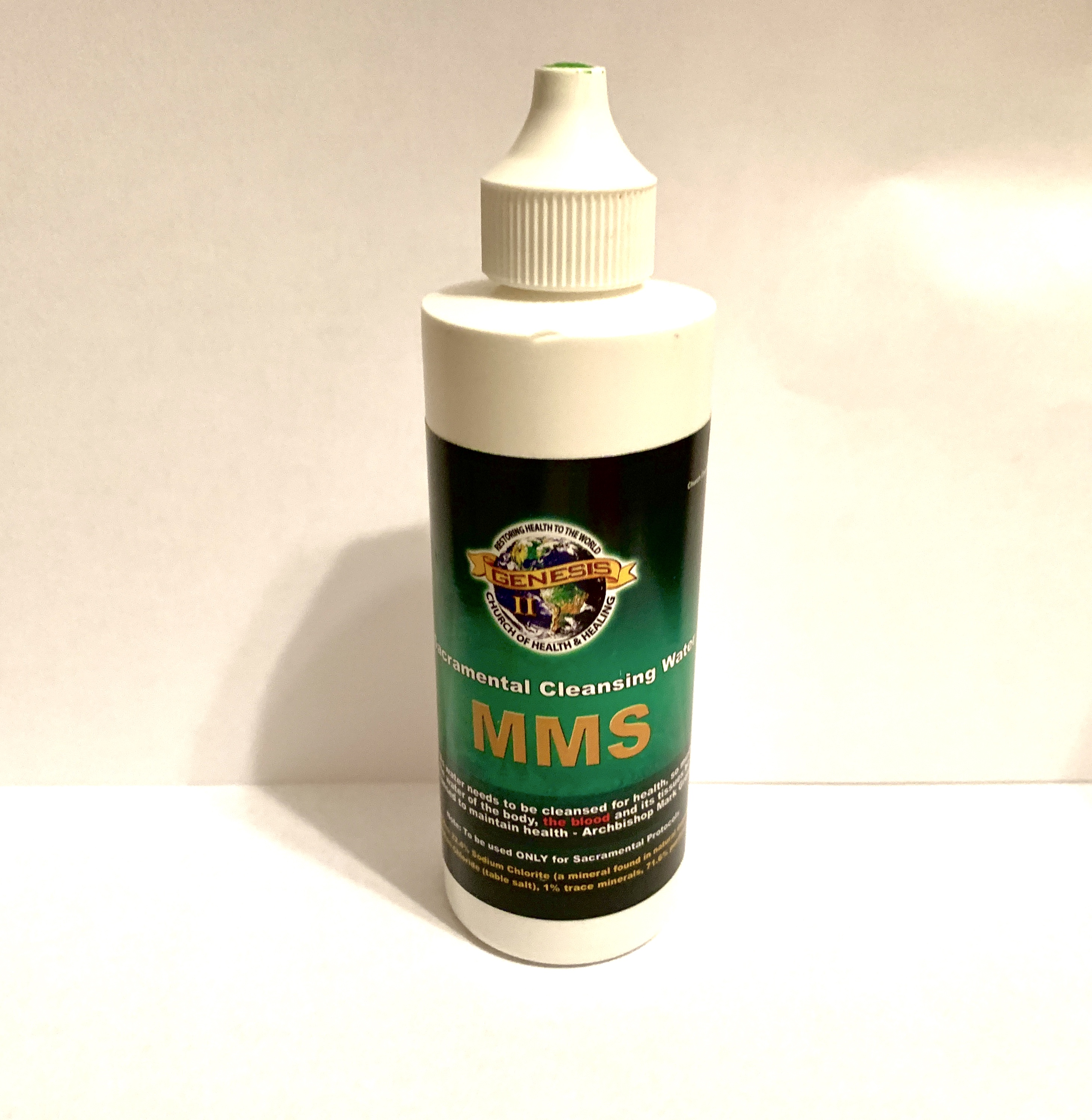

يُشار إلى المكمّل المعدني المعجزة غالبًا باسم المحلول المعدني المعجزة أو الأسطورة أو إم إم إس أو بروتوكول سي دي، هو ثاني أكسيد الكلور، مبيضٌ صناعي. يُصنع عن طريق مزج محلول كلوريت الصوديوم مع حمض (مثل عصائر الحمضيات). ينتِج هذا الخليط ثاني أكسيد الكلور، مادة كيميائية سامة يمكن أن تسبب في «الجرعات العالية عن طريق الفم» الغثيان والتقيؤ والإسهال وانخفاض ضغط الدم المهدد للحياة بسبب التجفاف.
كلوريت الصوديوم، المكوّن الرئيسي لـ إم إم إس، مادة كيميائية سامة يمكن أن تسبب قصورًا كلويًا حادًا عند ابتلاعها. من المتوقع أن تتسبب الكميات الصغيرة حوالي 1 غرام الغثيان والتقيؤ وتخريش الأغشية المخاطية الداخلية كتلك الموجودة في الأمعاء الدقيقة والكبيرة (مؤدية إلى مظهر مشابه «للديدان الحبلية») وحتى انحلال دم خطير لدى الأشخاص الذين يعانون من نقص في نازعة الهيدروجين جلوكوز 6 فوسفات.
حددت وكالة حماية البيئة بالولايات المتحدة مستوى أقصى قدره 0.8 ملغ/لتر لثاني أكسيد الكلور في مياه الشرب. ذكر نارين جونجا، مدير مركز معلومات السموم في نيو ساوث ويلز، أن استخدام المنتج «يشبه إلى حد ما شرب المبيّض المركّز» وأن المستخدمين أظهروا أعراضًا تتوافق مع الإصابات المسببة لتسحّج الأمعاء، مثل التقيؤ وآلام المعدة والإسهال.
رُوّج لـ إم إم إس بشكل خاطئ على أنّه علاج لفيروس نقص المناعة البشرية والملاريا وفيروسات التهاب الكبد وفيروس إنفلونزا إتش 1 إن 1 ونزلات البرد والتوحد وحب الشباب والسرطان وغير ذلك الكثير. صاغ الاسم عالم علوم سابق جيم همبل في كتابه الذي نُشر عام 2006 بعنوان: المحلول المعدني المعجزة للقرن الحادي والعشرين. لم تكن هناك تجارب سريرية لاختبار هذه الادعاءات، والتي تأتي فقط من التقارير القصصية وكتاب همبل. في يناير 2010، ذكرت صحيفة سيدني مورنينج هيرالد اعتراف أحد البائعين عدم تكراره لأي من ادعاءات همبل ليتحايل على القوانين المضادة لاستخدام هذه المادة كدواء. يصف البائعون أحيانًا إم إم إس على أنه منقٍّ للمياه للتحايل على القوانين الطبية. رفض الاتحاد الدولي لجمعيات الصليب الأحمر والهلال الأحمر تقارير «بأشد العبارات» من قبل المروّجين لـ إم إم إس أنّهم استخدموا المنتج لمكافحة الملاريا. في عام 2016، قال همبل إنّ مادة إم إم إس «لا تعالج أي شيء». في أغسطس 2019، كررت إدارة الغذاء والدواء تحذير عام 2010 من استخدام منتجات إم إم إس، واصفة أنّ «تناولها أشبه بشرب المبيّضات».

## السلامة والقضايا القانونية
وصفت صحيفة غارديان مادة إم إم إس «أشياء سيئة للغاية، والنصيحة الطبية المقدمة أنه يجب على أي شخص لديه هذا المنتج التوقف عن استخدامه على الفور والتخلص منه. وفي كندا حُظِر بعد تسببه في تفاعل مهدد للحياة». في أغسطس 2009، تناولت امرأة مكسيكية تسافر مع زوجها الأمريكي على متن يختهم في فانواتو، لمادة إم إم إس كعلاج وقائي للملاريا. في غضون 15 دقيقة أصبحت حالتها سيئة، وخلال 12 ساعة ماتت. لم توجّه المدعية العامة للدولة الجزرية، كايلين تاڤوا، أي تهم لأنه لا توجد قوانين محددة تحظر استيراد إم إم إس، لكنها نصحت، «في حين تُقيّم كل حالة على أسسها الموضوعية، أنصح أي شخص بالحذر من أن يسيء استخدام إم إم إس في فانواتو، إذ إنه من المرجح أن يواجه في المستقبل ملاحقة قضائية على جرائم جنائية محتملة. يجب ألا يقوم أي شخص بتزويد إم إم إس لشخص آخر للشرب دون إخباره بما يشرب والمخاطر الخطيرة على الصحة التي يمكن أن تحدث إذا قرروا شرب الخليط».
في عام 2008، نُقل رجل كندي يبلغ من العمر 60 عامًا إلى المستشفى بعد تعرّضه لحالة مهددة للحياة ناتجة عن استخدام إم إم إس. بعد استشارة في مايو 2010 أشارت إلى أن محلول إم إم إس يتجاوز المستويات المسموح بها من كلوريت الصوديوم بمعامِل رقمه 200، توقّف مورِّد مقره في كالجاري لفترة وجيزة عن توزيعه. نصح تحذير في فبراير 2012 أدى إلى إغلاق أحد مواقع الويب، بما يلي: «لا توجد منتجات علاجية تحتوي على كلوريت الصوديوم مرخّصة للاستهلاك الفموي من قبل البشر في كندا». في المملكة المتحدة، أصدرت وكالة معايير الأغذية تحذيرًا بعد التحذيرات الأولية من وزارة الصحة الكندية وإدارة الغذاء والدواء الأمريكية، تفيد بأن «إم إم إس محلولٌ لكلوريت الصوديوم بنسبة 28٪ وهو ما يعادل قوة المبيّضات المستخدمة في الصناعة. عند تناوله حسب التوجيهات، يمكن أن يسبب الغثيان والتقيؤ والإسهال، ما يمكن أن يؤدي إلى التجفاف وانخفاض ضغط الدم. إذا خُفّف المحلول بشكل أقل من الوراد في التعليمات، فيمكنه أن يتسبب في أذية للأمعاء وكريات الدم الحمراء، مؤديًا إلى قصور تنفسي. «للإصدارات المخففة منه القدرة على التسبب بأذية، رغم أنّها أقل احتمالًا. كررت وكالة معايير الأغذية منذ ذلك الحين تحذيرها بشأن إم إم إس ووسعتها لتشمل سي دي إس.
يعزو البائعون التقيؤ والغثيان والإسهال إلى عمل المنتج، لكنه ببساطة سمية المنتج.
في ديسمبر 2009، أصدر المركز البلجيكي لمكافحة السموم تنبيهًا إلى الجمعية الأوروبية لمراكز السموم وعلماء السموم السريريين. ورداً على ذلك، أجرت «لجنة تنسيق مراقبة السموم» الفرنسية تقييماً في مارس 2010، وحذّرت من حدوث تهيّج معتمد على الجرعة المتناولة والآثار السامة المحتملة لذلك. وحذروا من أن المرضى المصابين بأمراض خطيرة يمكن أن يميلوا إلى إيقاف علاجاتهم لصالح هذا العلاج البديل.
أصدرت إدارة الغذاء والدواء الأمريكية إشعارًا مشابهًا في يوليو 2010، تحذر فيه من أن إم إم إس، الذي يُحضّر عن طريق خلط محلول كلوريت الصوديوم مع حمض (مثل عصير الفاكهة الحمضية)، منتجًا ثاني أكسيد الكلور، «مبيضٌ قوي يستخدم في تجريد الأقمشة ومعالجة المياه الصناعية». بسبب التقارير التي تتضمن الغثيان الشديد والتقيؤ وانخفاض ضغط الدم بشكل خطير نتيجة للتجفاف بعد استهلاك إم إم إس، نصحت إدارة الغذاء والدواء المستهلِكين بالتوقف عن استخدام المنتج والتخلص منه على الفور. أصدرت إدارة الغذاء والدواء الأمريكية (إف دي إيه) تحذيرًا آخر في أغسطس 2019، قائلة إنها استمرت في تلقي تقارير عن المرض الناجم عن استهلاك مادة إم إم إس.
لم يُعتمد إم إم إس لعلاج أي مرض، ووفقًا لوكالة حماية البيئة الأمريكية، التعرض المزمن لجرعات صغيرة من ثاني أكسيد الكلور يمكن أن يسبب تلفًا إنجابيًا وعقليًا. في حين أن دراسات آثار ثاني أكسيد الكلور في البشر نادرة، فإن الدراسات على الحيوانات أشيع؛ ثبُت أن ثاني أكسيد الكلور يضعف وظيفة الغدة الدرقية ويقلل من عدد الخلايا التائية سي دي 4+ المساعدة في قرود الهجرس بعد 6 أشهر. وجدت دراسة أخرى انخفاض عدد كريات الدم الحمراء في الفئران المُعرّضة لـ 100 ملغ/لتر من تركيز ثاني أكسيد الكلور في مياه الشرب بعد 3 أشهر من ذلك. تحدّ وزارة العمل الأمريكية من التعرض المهني عبر استنشاق ثاني أكسيد الكلور إلى 0.1 جزء في المليون لأن التركيزات عند 10 أجزاء من المليون أدت إلى وفاة الفئران بعد 10 أيام، وتوفي عاملٌ تعرّض لـ 19 جزءًا في المليون عن طريق الخطأ. ووفقًا لنفس المنظمة، فإن «ثاني أكسيد الكلور مادة مهيّجة بشدة للطرق التنفسية وللعين عند البشر».
خلال جائحة فيروس كورونا 2019-2020، بدأ العديد من المروّجين السابقين لـ إم إم إس -مثل مؤيّد كيو أنون جوردن ساثر وكنيسة جينيسس الثانية للصحة والشفاء- في الترويج له كعلاج لفيروس كورونا (كوفيد-19). ولكن تمامًا مثل الادعاءات الأخرى حول هذا الموضوع، الادعاء بأن هذه المادة ستعالج أي مرض لا يعتمد على أي أدلة مثبتة.